# Österreichische Postsparkasse

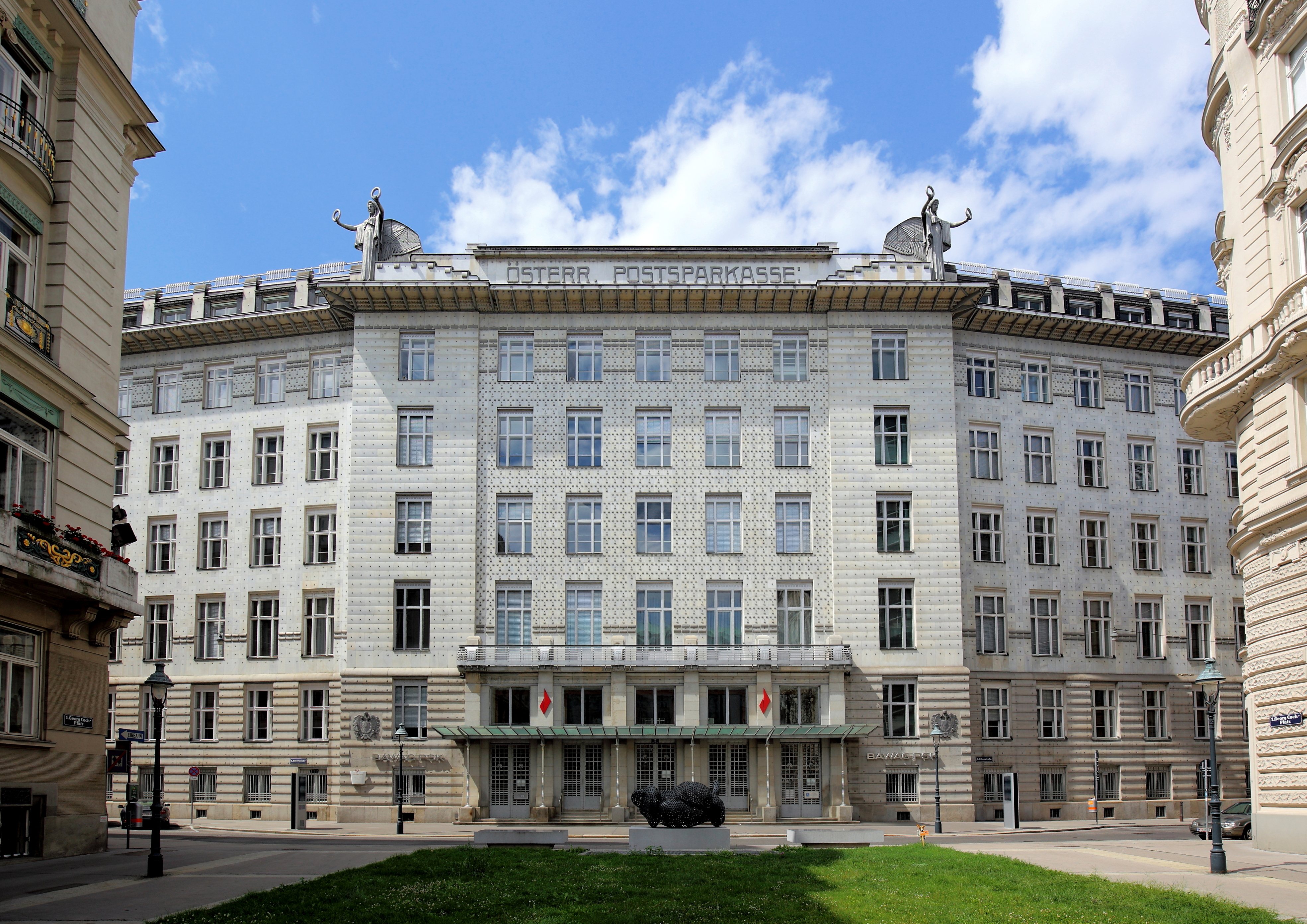
Huvudfasaden bakom Coch-Platz.

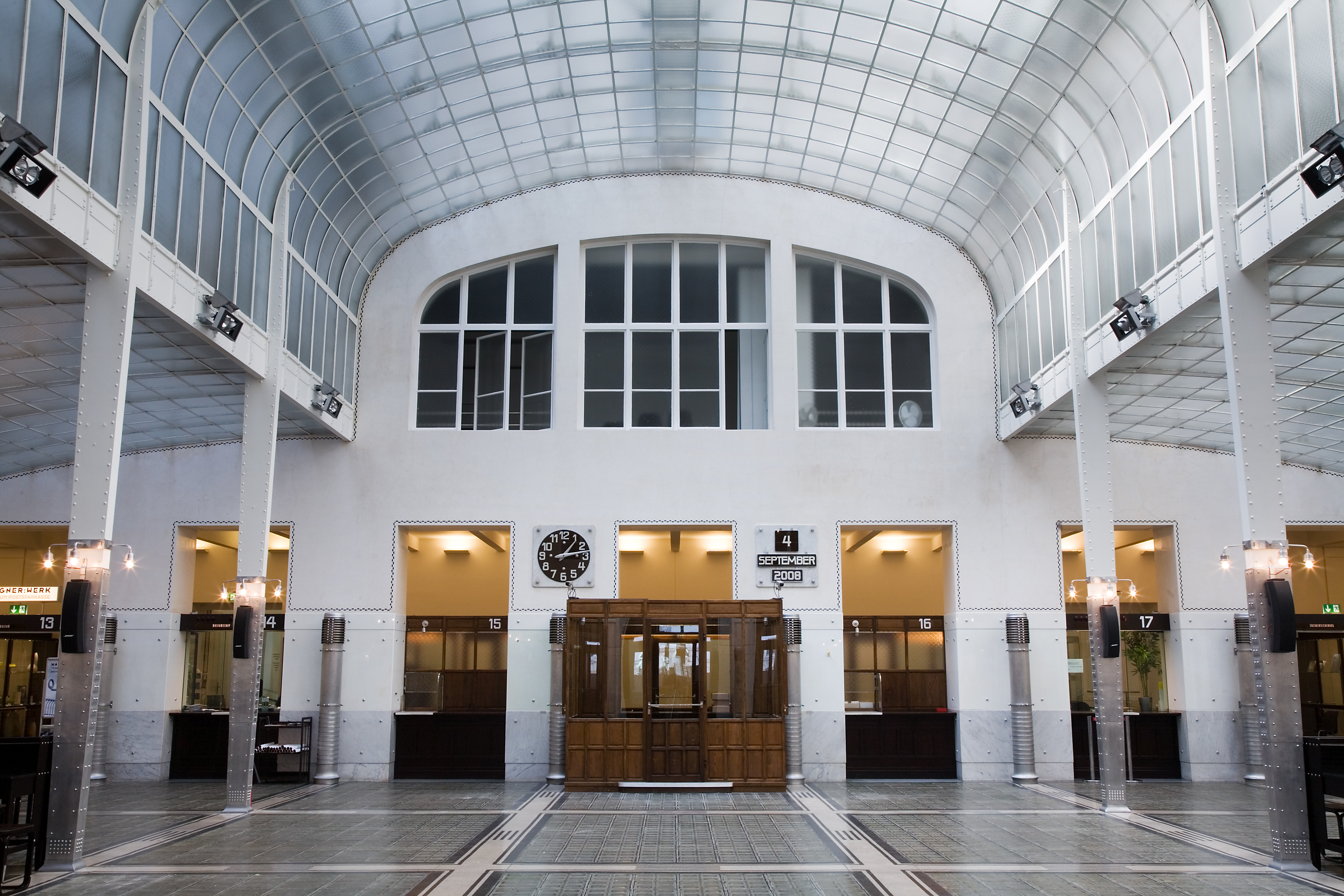
Bankhallen.

Österreichische Postsparkasses huvudkontor är en byggnad i Wien, som numera inrymmer bankföretaget BAWAG Postsparkasse.
Österreichische Postsparkasse uppfördes 1904–1906 i jugendstil efter ritningar av den österrikiske arkitekten Otto Wagner som huvudkontor för Kungliga och kejserliga Postsparcassen-Amt. Fastigheten byggdes till med en bankhall 1910–1912.
Husets fasader är klädda med kvadratiska marmorskivor. Dessa är murade på den bakomliggande tegelväggen och utsmyckade med stålbultar med toppar av aluminium, vilka formar mönster. Fasaderna är i huvudsak minimalistiska, men i den övre delen nära taket finns mer detaljerade utsmyckningar, till exempel skulpturer av änglar som håller lagerkransar i båda händerna. Dessa är skulpterade av Othmar Schimkowitz.
På den kvadratiska gården i byggnadskomplexets mitt finns ett dubbelt glastak över den underliggande bankhallen. Bankhallens golv är också gjort i glas, vilket gör att dagsljus släpps in också till underliggande rum med postfack och postsortering.